# Daydreamer (пісня Девіда Кессіді)
«Daydreamer» — пісня, що була популярна у виконанні Девіда Кессіді.
Автор Террі Демпсі та продюсер Рікі Джаррард. «Daydreamer» був другий і останнім синглом Кессіді № 1 у Великій Британії, провівши три тижні на вершині чарту в жовтні 1973 року. Пісня була на А стороні двохсторонньої платівки з версією Гарі Нільсона «Цуценя» на зворотньому боці.
Сілла Блек записала свою версію цієї пісні в 1974 році.

## Чарти

### Тижневі чарти
Девід Кессіді
| Чарт (1973–74)                | Найвища позиція |
| ----------------------------- | --------------- |
| Australia (Kent Music Report) | 10              |
| Німеччина (Media Control AG)  | 27              |
| Ірландія (IRMA)               | 3               |
| South Africa (Springbok)      | 3               |
| UK Singles (OCC)              | 1               |

### Річні чарти
| Чарт (1973) | Позиція |
| ----------- | ------- |
| UK          | 11      |

| Чарт (1974)                   | Позиція |
| ----------------------------- | ------- |
| Australia (Kent Music Report) | 71      |

C.C. & Company
| Чарт (1975–76)       | Найвища позиція |
| -------------------- | --------------- |
| US Billboard Hot 100 | 91              |

Gino Cunico
| Чарт (1976)                 | Найвища позиція |
| --------------------------- | --------------- |
| US Billboard Easy Listening | 43              |